# Hangu
Hangu (Urdu: ہنگو) é uma cidade do Paquistão, capital do distrito de Hangu, província de Caiber Paquetuncuá.